# Savinien Cyrano de Bergerac

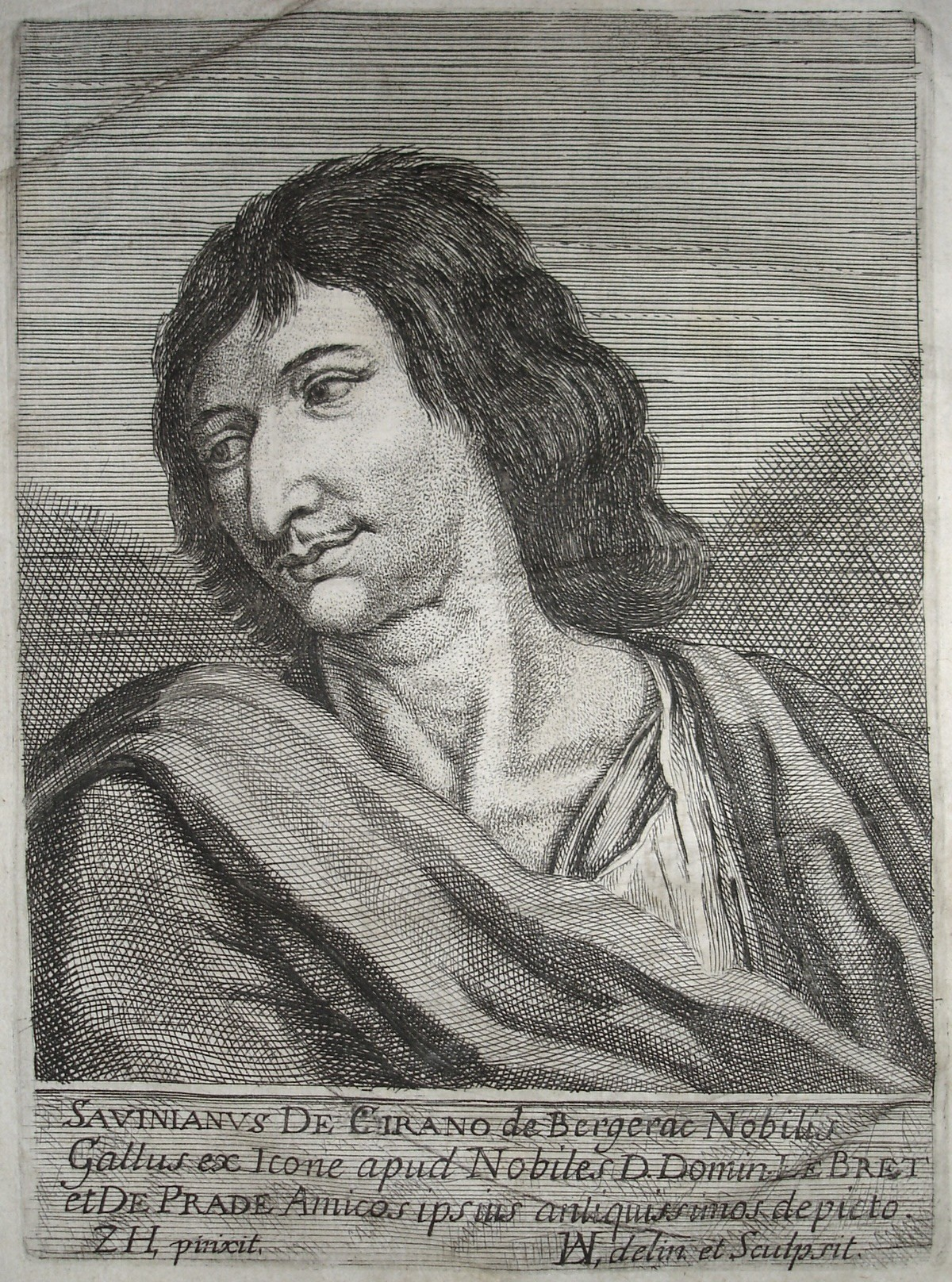
Portret Hercule Savinien de Cyrano de Bergerac

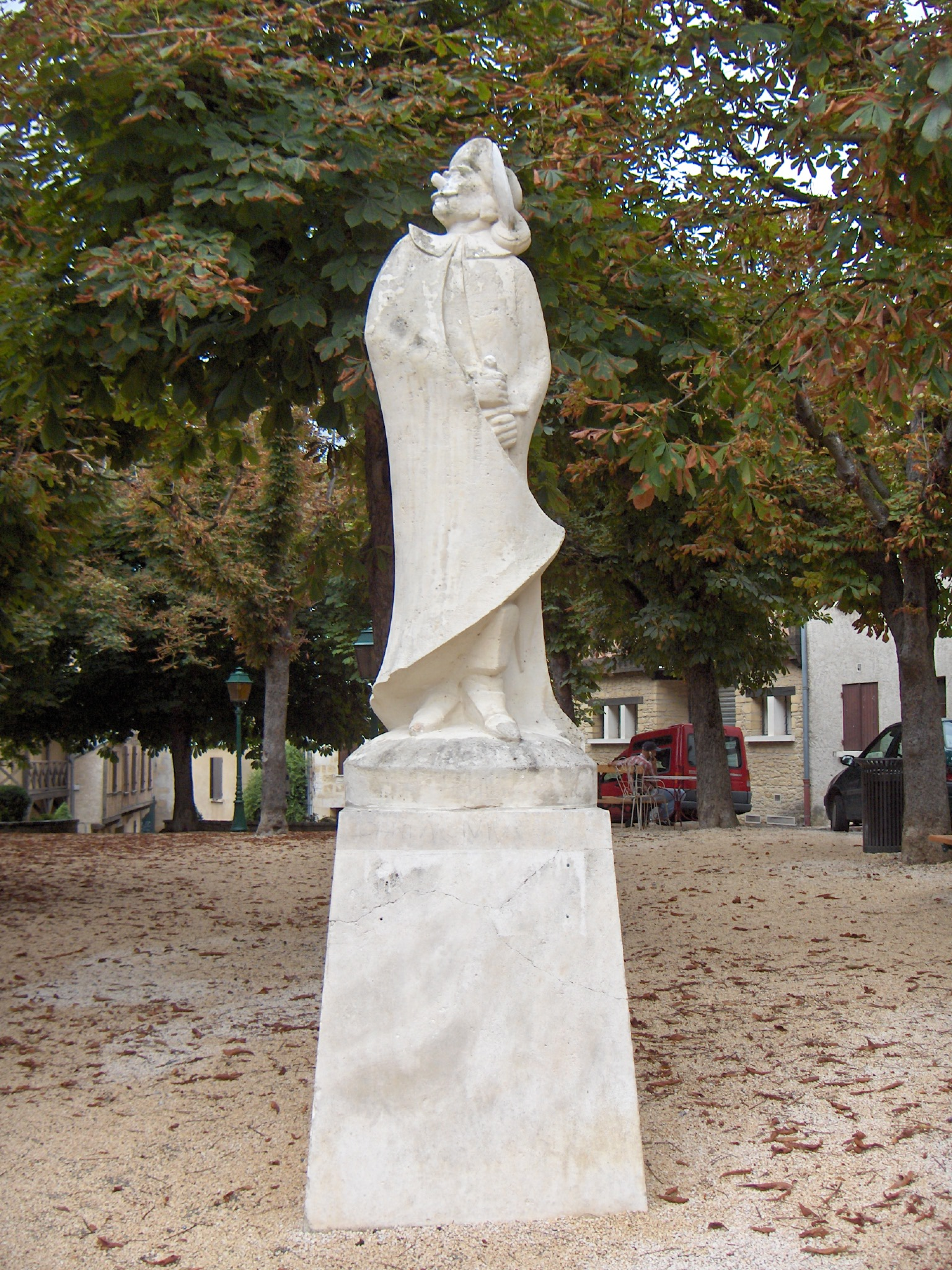
Statua Cyrano de Bergeraca w miejscowości Bergerac

Savinien Cyrano de Bergerac /savinjɛ̃ siʀa'no də bɛʀʒəʀak/ (także: Hercule Savinien de Cyrano de Bergerac), (ur. 6 marca 1619; zm. 28 lipca 1655) – francuski filozof, pisarz, dramaturg i żołnierz.
Na jego twórczość duży wpływ mieli Pierre Gassendi i Kartezjusz. Pisał komedie (m.in. Le pédant joué 1654, z której wiele scen zapożyczył Molier), tragedie (m.in. La mort d’Agrippine 1653); jest także autorem powieści fantastycznej Tamten świat  (  fr. L’Autre Monde - wydanie polskie 1956) opowiadającej o podróży do państw Księżyca i Słońca. Współcześnie znany jest głównie jako autor listów (Lettres 1654).
Postać Cyrana de Bergerac została spopularyzowana dzięki komedii Edmonda Rostanda Cyrano de Bergerac (1897).